# Liste der Kulturdenkmäler in Bornheim (Pfalz)
In der Liste der Kulturdenkmäler in Bornheim sind alle Kulturdenkmäler der rheinland-pfälzischen Ortsgemeinde Bornheim aufgeführt. Grundlage ist die Denkmalliste des Landes Rheinland-Pfalz (Stand: 14. August 2023).

## Einzeldenkmäler
| Bezeichnung                                   | Lage                        | Baujahr                            | Beschreibung | Bild                           |
| --------------------------------------------- | --------------------------- | ---------------------------------- | --- | ------------------------------ |
| Hofanlage                                     | Hauptstraße 18 Lage         |                                    | Hofanlage; barockes Fachwerkhaus, teilweise massiv, Krüppelwalmdach, Nebengebäude mit ehemaliger Wagner-Werkstatt (Bild) | Fotos hochladen                |
| Katholische Kirche Pfarrkirche St. Laurentius | Hauptstraße 43 Lage         | 1750                               | spätbarocker Saalbau, bezeichnet 1750, neuromanisch überformt; Steinkruzifix (Bild), spätbarock, bezeichnet 1753         | weitere Bilder Fotos hochladen |
| Hofanlage                                     | Hauptstraße 59 Lage         | erste Hälfte des 18. Jahrhunderts  | barocker Hakenhof, wohl aus der ersten Hälfte des 18. Jahrhunderts; Fachwerkwohnhaus, teilweise massiv, Krüppelwalmdach  | Fotos hochladen                |
| Protestantische Kirche                        | Kirchstraße 2 Lage          | 1756                               | spätbarocker Saalbau, bezeichnet 1756                                                                                    | weitere Bilder Fotos hochladen |
| Inschrifttafel                                | Kirchstraße, an Nr. 14 Lage | 1824                               | reliefierte Inschrifttafel, bezeichnet 1824                                                                              | Fotos hochladen                |
| Wohnhaus                                      | Mörlheimer Straße 14 Lage   | zweite Hälfte des 18. Jahrhunderts | eingeschossiges barockes Fachwerkhaus, Fachwerkgiebel, wohl aus der zweiten Hälfte des 18. Jahrhunderts                  | Fotos hochladen                |